# Quadrupel

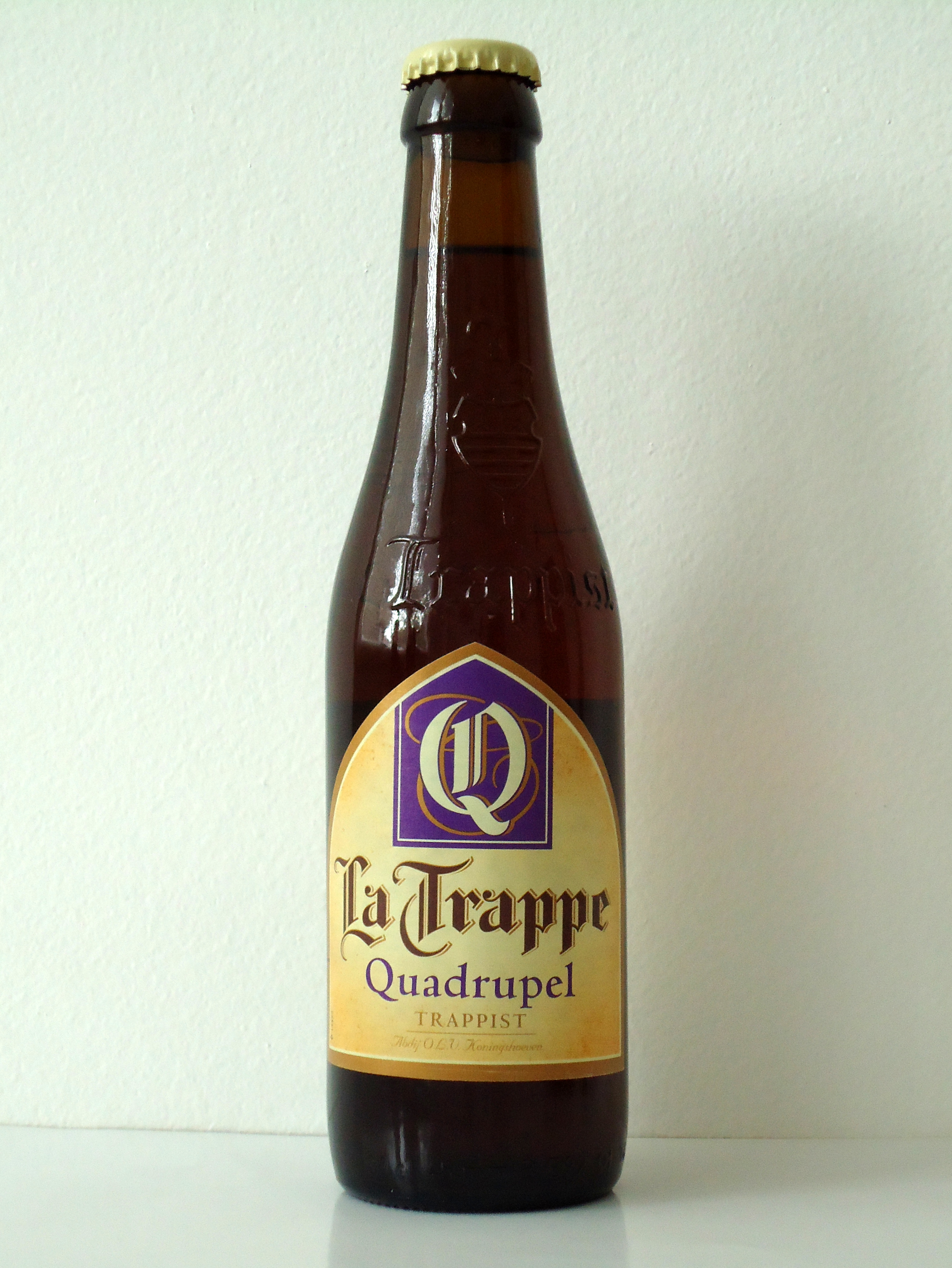
Een fles La Trappe Quadrupel

Quadrupel is een zwaar bovengistend bier met een alcoholpercentage van 8,5% of meer. Hiermee bevat quadrupel een hoger alcoholpercentage dan dubbel en tripel. Er is weinig overeenstemming over de status van quadrupel als afzonderlijke biersoort. Auteur Tim Webb stelt dat wat men in het Engelse taalgebied aanduidt als "quadrupel" in België  Grand Cru wordt genoemd.

## Merkbieren met "quadrupel" in de naam
- La Trappe Quadrupel, gebrouwen door Bierbrouwerij De Koningshoeven in Berkel-Enschot.
- Straffe Hendrik Quadrupel,gebrouwen door Brouwerij De Halve Maan in Brugge
- Gulden Draak Quadruple[4] gebrouwen door Brouwerij Van Steenberge in België

## Merkbieren met "quadrupel" in de bereidingswijze
- Sint-Bernardus Abt 12[5]
- Black Sabbath van Brouwerij Bliksem

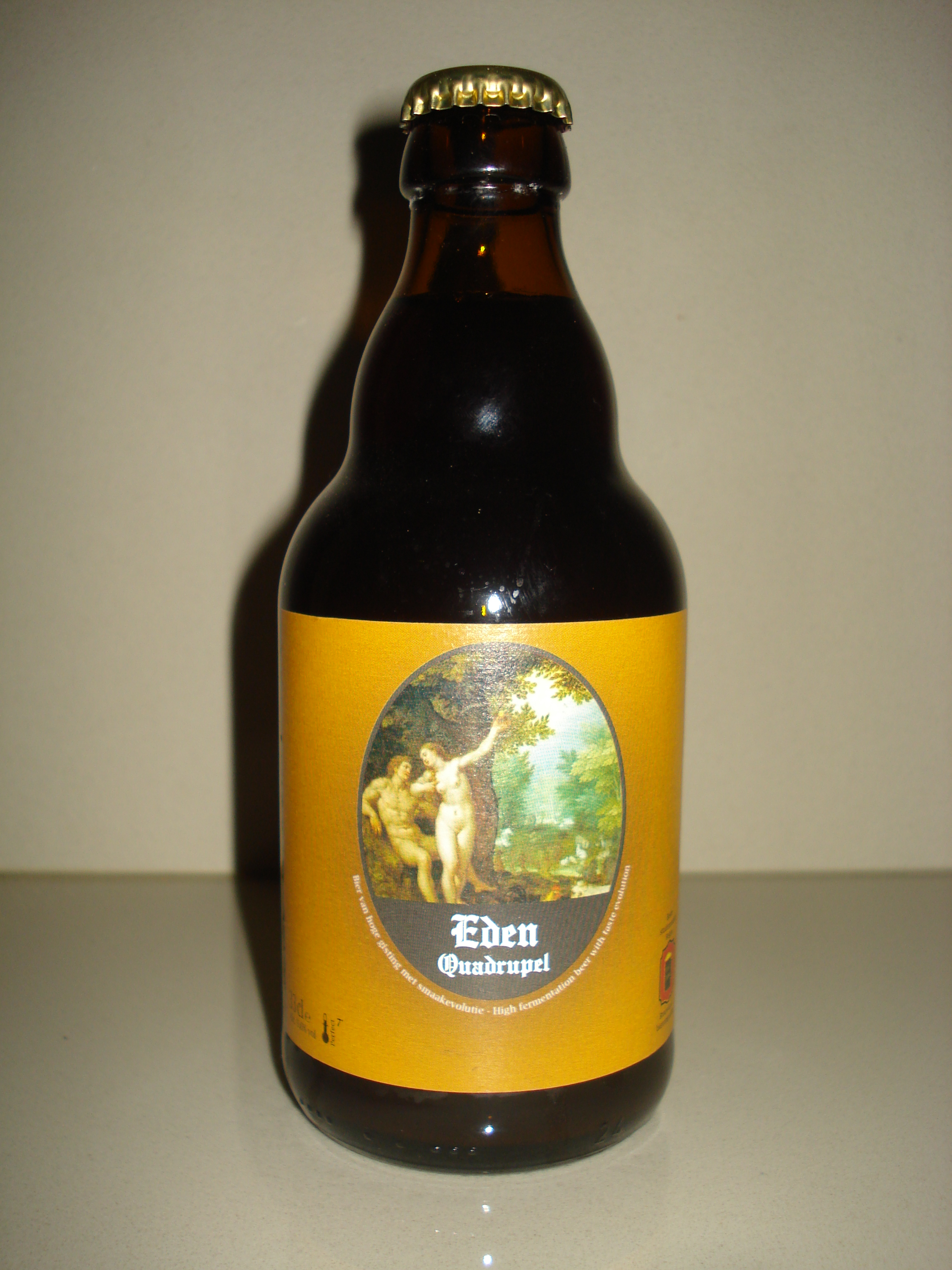
Een fles Belgisch Quadrupel